# Oberhonschaft (Wermelskirchen)
Die Wermelskirchener Oberhonschaft war im Mittelalter und der Neuzeit eine Honschaft im Kirchspiel Wermelskirchen im bergischen Amt Bornefeld (ab 1555 Amt Bornefeld-Hückeswagen). Sie war eine von drei Honschaften des Kirchspiels und lag im Gerichtsbezirk Bornefeld-Hückeswagen.
Die Honschaft überstand die kommunale Neuordnung im Großherzogtum Berg unter französischer Verwaltung ab 1806. Nach Abzug der Franzosen aus dem Rheinbundstaaten 1813 nach der Niederlage in der Völkerschlacht von Leipzig wurde unter Preußen die Honschaft 1815 der Bürgermeisterei Wermelskirchen im Kreis Lennep zugeordnet.
Zu der Honschaft gehörten 1832 laut der Statistik und Topographie des Regierungsbezirks Düsseldorf die Wohnplätze und Hofschaften (originale Schreibweise) Unterkackhausen, Dorfmüllershammer, Dorfmüllerskotten, Berghausenwüsten, Neuenhaus, Neuenhof, Struck, Berghausen, Frankenthurn, Mebusmühle, Walkmühle, Lüfferkusen, Wüstenhof, Espe, Neuenhöhe, Tockelhausen, Oberstrassen, Jägerhaus, Born, Kallenberg, Buchholzen, Oberdurholzen, Dreibäumen, Well, Stübgen, Mühlenteich, Habenichts, Obereipringhausen, Kuhle, Untereipringhausen, Eipringhausermühle, Süppelbach, Kovelsberg, Höhe, Elbringhausen und Belten.
Laut der Statistik besaß die Honschaft 1815/16 eine Einwohnerzahl von 1.441. 1832 betrug die Einwohnerschaft 1.752, die sich in 105 katholische und 1.647 evangelische Gemeindemitglieder aufteilten. Die Wohnplätze der Honschaft umfassten zusammen drei öffentliche Gebäude (Schulen), 210 Wohnhäuser, drei Mühlen bzw. Fabriken und 177 landwirtschaftliche Gebäude. Mit der Gemeinde-Ordnung für die Rheinprovinz wurde 1845 die Honschaft in eine Gemeinde umgewandelt.
Vor 1871 erfolgte die Abgabe des Bereichs nördlich des Eschbachs an Remscheid. 1873 wurde die Honschaft zusammen mit der Wermelskirchener Dorfhonschaft und der Wermelskirchener Niederhonschaft zur Stadt Wermelskirchen zusammengeschlossen, die ihrerseits Teil der Bürgermeisterei Wermelskirchen wurde.